# Веле Сракане

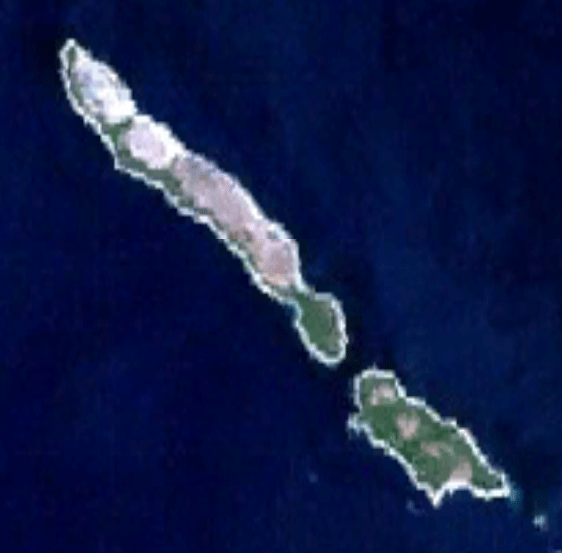
Веле і Мале Сракане, супутникові зображення

Веле Сракане (хорв. Vele Srakane) — назва острова і однойменного села в хорватській частині Адріатичного моря, належить до Приморсько-Ґоранської жупанії .
Адміністративно належить місту Малі-Лошинь.

## Географія
Належить до істрійської  групи островів, Крес-Лошинського архіпелагу. На схід від Веле Сракане знаходиться острів Лошинь, до якого з найближчої, південно-східної точки, мису Жапліч — 3,5 км, а з найдальшої, північно-західної, мису Вела Стража — близько 6 км з RT гвардії. Острови розділяє Унійський канал.
На півночі розташований острів Уніє, відділений протокою Велі Жапал, шириною близько 2 км, на півдні острів Мале Сракане, який є частиною одного й того ж хребта і відділений протокою Жапліч, шириною кілька сотень метрів.  
На заході знаходиться відкрите море, а 7-8 км на південь — острів Сусак.
Площа острова Веле Сракане — 1,18 км². Довжина берегової лінії становить 7,441 км.
Острів має дуже вузьку і витягнуту форму. Він простягається з північного заходу на південний схід завдовжки 3,3 км. Північно-західна точка — мис Вела Стража. Південно-східна точка — мис Жапліч.
Найвища вершина — пагорб Вела Стража, висотою 60 м знаходиться на однойменному мисі.
Берег в основному  без великих бухт, низький і кам'янистий. Немає безпечного притулку від вітру. Найбільші затоки — Горнья (Верхня) і Донья (Нижня) Трата  в західній частині острова. Обидві повністю відкриті. На західній стороні острова є кілька бухт, але всі вони також повністю відкриті.
Острів майже повністю позбавлений високих рослин, і влітку немає ніякого захисту від сонця.

## Навігація
У бухті Верхня Трата є пристань для катамаранів, які припливають 5 разів на тиждень. Вони — єдиний зв'язок з островом. 
Враховуючи, що на острові немає порту, в якому можна було б тримати човни, місцеві жителі кожен раз після плавання витягують їх на узбережжя.

## Історія
На пагорбі Вела Стража  є доісторичний форт. 
У часи Середньовіччя острів був частиною Венеційської республіка. Під час Австро-Угорської імперії острів офіційно називався Гросс Канідол. Після Першої світової війни належав Італії, після Другої світової війни увійшов до складу Югославії, з 1991 — Хорватії.

## Населення
Відповідно до перепису 2001 р. на острові в селі Веле Сракане, проживало 8 жителів.
6 людей народилося на острові.
| Перепис, рік | НАСЕЛЕННЯ "               |
| ------------ | ------------------------- |
| 2001         | 8                         |
| 1991         | 9                         |
| 1981         | 16                        |
| 1971         | 17                        |
| 1961         | 92                        |
| 1953         | 109                       |
| 1948         | 119                       |
| 1931         | 187, разом з Мале Сракане |
| 1921         | ?                         |
| 1910         | 112                       |
| 1900         | 92                        |
| 1890         | 86                        |
| 1880         | 59                        |

## Економіка
Основне заняття населення — риболовля, сільське господарство і тваринництво.
Село Веле Сракане, розташоване в південній частині острова між затоками Верхня і Нижня Трата.
Острів сполучається катамараном із Рієкою, Малим Лошинем, островами Црес, Уніє, Сусак та Іловик. Влітку сполучення інтенсивніше, ніж у зимові місяці.
На острові є електрика, але немає питної води. Оскільки на острові немає торгівлі, все необхідне для життя, в тому числі питну воду, необхідно завозити.
Є маленька церква Святої Анни, але немає кладовища, тому використовується кладовище на сусідньому острові Сусак.
Мешканці на острові живуть як відлюдники. Життя пожвавлюється влітку, в основному, на свято Святої Анни, коли острів відвідують багато іммігрантів і жителів довколишніх Сусака і Мале Сракане.